# Елк-Маунд (містечко, Вісконсин)
Елк-Маунд (англ. Elk Mound) — місто (англ. town) в США, в окрузі Данн штату Вісконсин. Населення — 1897 осіб (2020).

## Демографія
Згідно з переписом 2010 року, у місті мешкали 1792 особи в 589 домогосподарствах у складі 482 родин. Було 636 помешкань
Расовий склад населення:
| - 96,2 % — білих - 3,0 % — азіатів - 0,2 % — чорних або афроамериканців - 0,1 % — корінних американців |

До двох чи більше рас належало 0,4 %. Частка іспаномовних становила 1,5 % від усіх жителів.
За віковим діапазоном населення розподілялося таким чином: 33,0 % — особи молодші 18 років, 60,4 % — особи у віці 18—64 років, 6,6 % — особи у віці 65 років та старші. Медіана віку мешканця становила 33,5 року. На 100 осіб жіночої статі у місті припадало 110,1 чоловіків;  на 100 жінок у віці від 18 років та старших — 104,1 чоловіків також старших 18 років.
Середній дохід на одне домашнє господарство  становив 93 049 доларів США (медіана — 73 958), а середній дохід на одну сім'ю — 103 691 долар (медіана — 82 361). Медіана доходів становила 57 738 доларів для чоловіків та 40 341 долар для жінок. За межею бідності перебувало 6,4 % осіб, у тому числі 5,9 % дітей у віці до 18 років та 9,2 % осіб у віці 65 років та старших.
Цивільне працевлаштоване населення становило 933 особи. Основні галузі зайнятості: освіта, охорона здоров'я та соціальна допомога — 26,6 %, виробництво — 17,3 %, транспорт — 11,3 %, роздрібна торгівля — 9,4 %.